# يان مكدونالد (لاعب كرة قدم)
يان مكدونالد (بالإنجليزية: Ian McDonald)‏ (5 فبراير 1951 في المملكة المتحدة - ) هو لاعب كرة قدم بريطاني في مركز الوسط. لعب مع وولفرهامبتون واندررز وWhitley Bay F.C. ‏ ودارلينجتون إف سى.